# J.A. Dautzenberg
Joseph Andreas Maria Dautzenberg (Bocholtz, 29 december 1944 – Nijmegen, 13 december 2009) was een Nederlands literatuurcriticus, essayist en letterkundige.
Onder de auteursnaam J.A. Dautzenberg werd hij vooral bekend door zijn vele boekbesprekingen in het Lexicon van Literaire Werken, en zijn lesmethode Nederlandse literatuur.

## Levensloop
Dautzenberg werd geboren in Bocholtz, Limburg. Na zijn diploma gymnasium-b aan het Katholiek Gymnasium Rolduc, en de militaire dienst, ging hij in 1966 Nederlands studeren aan de Katholieke Universiteit Nijmegen. Daar ontmoette hij Gertie Ramakers, met wie hij in 1974 is getrouwd. In hetzelfde jaar studeerde hij af bij prof. dr. A.C.M. Meeuwesse op een scriptie over de fantastische literatuur en de schrijver F. Bordewijk. Door Bordewijks fantastische verhalen ontwikkelde Dautzenberg een speciale belangstelling voor sciencefiction, horror en de detective, waarover hij vanaf 1986 is gaan schrijven in de Volkskrant. Tot 1996 schreef hij ook voor de Volkskrant over moderne Nederlandse literatuur, bloemlezingen en - in die tijd uitzonderlijk - over boeken in de ramsj. Als docent Nederlands werkte hij van 1973 tot 2006 op middelbare scholen in Arnhem (Thorbecke) en Nijmegen (Canisius).
Naast artikelen en boeken over literatuur en een fors aantal recensies in het Lexicon van Literaire Werken schreef Dautzenberg polemische stukken over het voortgezet onderwijs. Hij hekelde de verschuiving van de focus in het onderwijs op historische kennis naar hoe leerlingen kennis kunnen achterhalen (bijvoorbeeld in het studiehuis).

## Nederlandse literatuur. Geschiedenis, bloemlezing en theorie
J.A. Dautzenberg schreef Van Nederlandse literatuur. Geschiedenis, bloemlezing en theorie, een literatuurhistorische leermethode voor de bovenbouw van de havo en het vwo. Het boek werd in de vijf jaar na publicatie in 1989 door ruim twintig procent van de middelbare scholen gebruikt, en van de verschillende drukken zijn minstens 135.000 exemplaren verkocht.